# Zionsville
Zionsville is een plaats (town) in de Amerikaanse staat Indiana, en valt bestuurlijk gezien onder Boone County.

## Demografie
Bij de volkstelling in 2000 werd het aantal inwoners vastgesteld op 8775.
In 2006 is het aantal inwoners door het United States Census Bureau geschat op 12.352, een stijging van 3577 (40.8%).

## Geografie
Volgens het United States Census Bureau beslaat de plaats een oppervlakte van
15,2 km², waarvan 15,0 km² land en 0,2 km² water. Zionsville ligt op ongeveer 279 m boven zeeniveau.

## Plaatsen in de nabije omgeving
De onderstaande figuur toont nabijgelegen plaatsen in een straal van 16 km rond Zionsville.